# Кайманова черепаха
Кайманова черепаха (лат. Chelydra serpentina) — єдиний вид черепах в роді Chelydra. Велика тварина, з панциром завдовжки до 35 см, масою до 14 кг. Окремі особини мають масу — до 30 кг.

## Зовнішній вигляд і спосіб життя

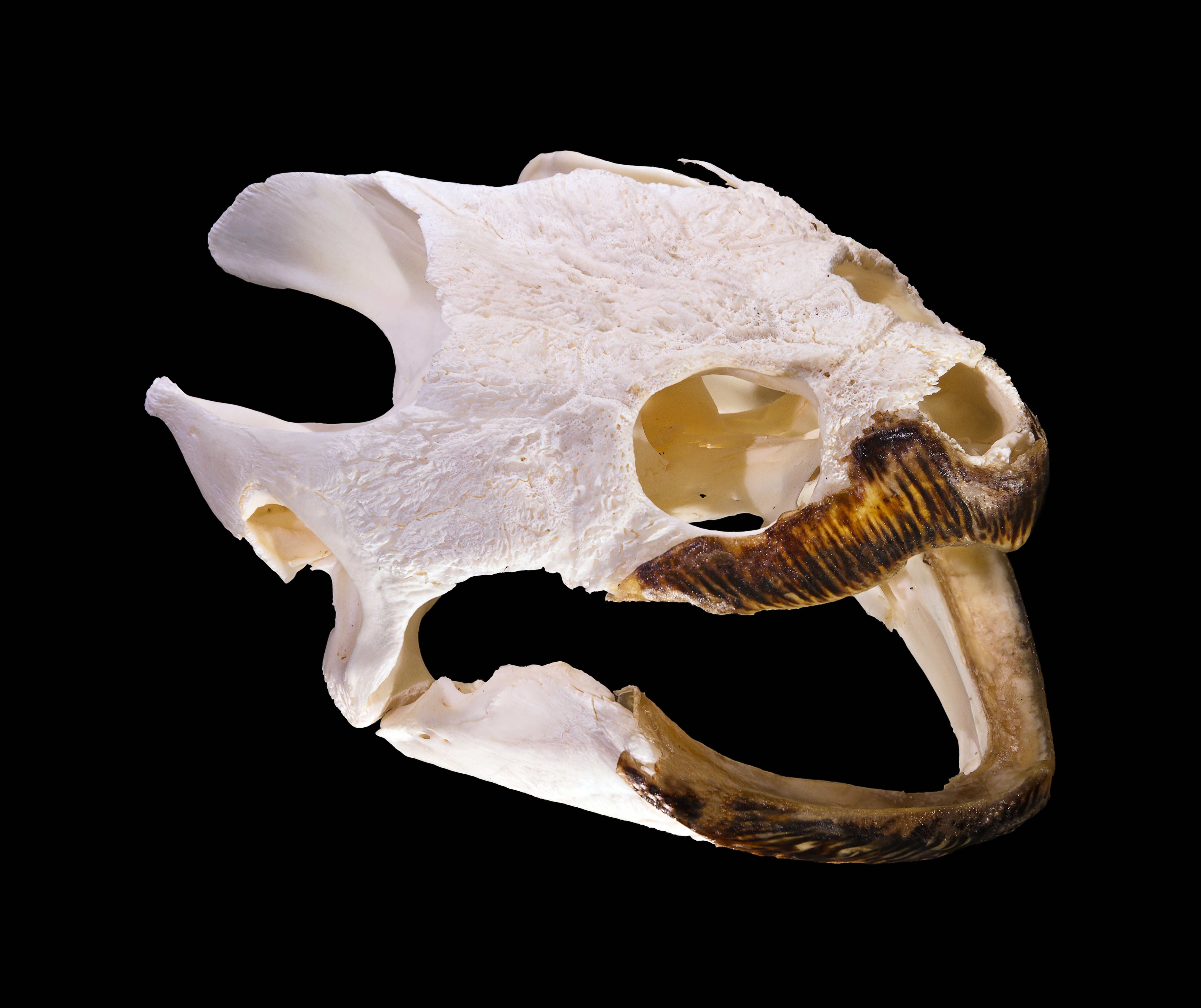
Череп

Кайманова черепаха має велику голову з опуклими очима, велику пащу з гострими щелепами, потужні пазуристі лапи. Тварина відома своєю агресивністю — під час лову черепаха активно обороняється, далеко викидаючи голову на довгій шиї і кусаючись. Мешкає в різноманітних водоймах — річках, ставках, озерах, вибираючи місця з мулистим дном, де їй легко закопуватися. На зиму черепахи зариваються в мул на дні водоймища і впадають у сплячку. У північних районах ця сплячка триває з жовтня до травня. Цікава стійкість кайманових черепах до холоду. Нерідко вдається бачити, як вони активно рухаються у воді під льодом або плазують по льоду, а іноді черепаха виповзає на сніг
Харчування кайманової черепахи становлять риби, як живі, так і мертві, всілякі дрібні тварини, аж до водоплавних птахів та змій, різна падаль, а також водна рослинність. Мертвечину вона знаходить, керуючись нюхом, а за живою здобиччю полює із засідки, подовгу вистежуючи жертву і стрімко схоплюючи пащею тварину, що наближається.

## Поширення
Кайманова черепаха поширена від Південно-Східної Канади через весь центр і схід США — до Колумбії і Еквадору. В багатьох районах США та в ряді інших місць — є об'єктом промислу, її м'ясо охоче споживають місцеві жителі.
В поодиноких випадках може зустрічатися поза ареалом її поширення. Наприклад, у березні 2023 року кайманову черепаху виявлено біля дренажної канави на території комуни Хинув у Мазовецькому воєводстві, поблизу Варшави (Польща). Згідно з твердженням фахівців, цей випадок не перший на території Польщі, а декілька років тому кайманову черепаху зустрічали в Баварії (Німеччина).

## Розмноження

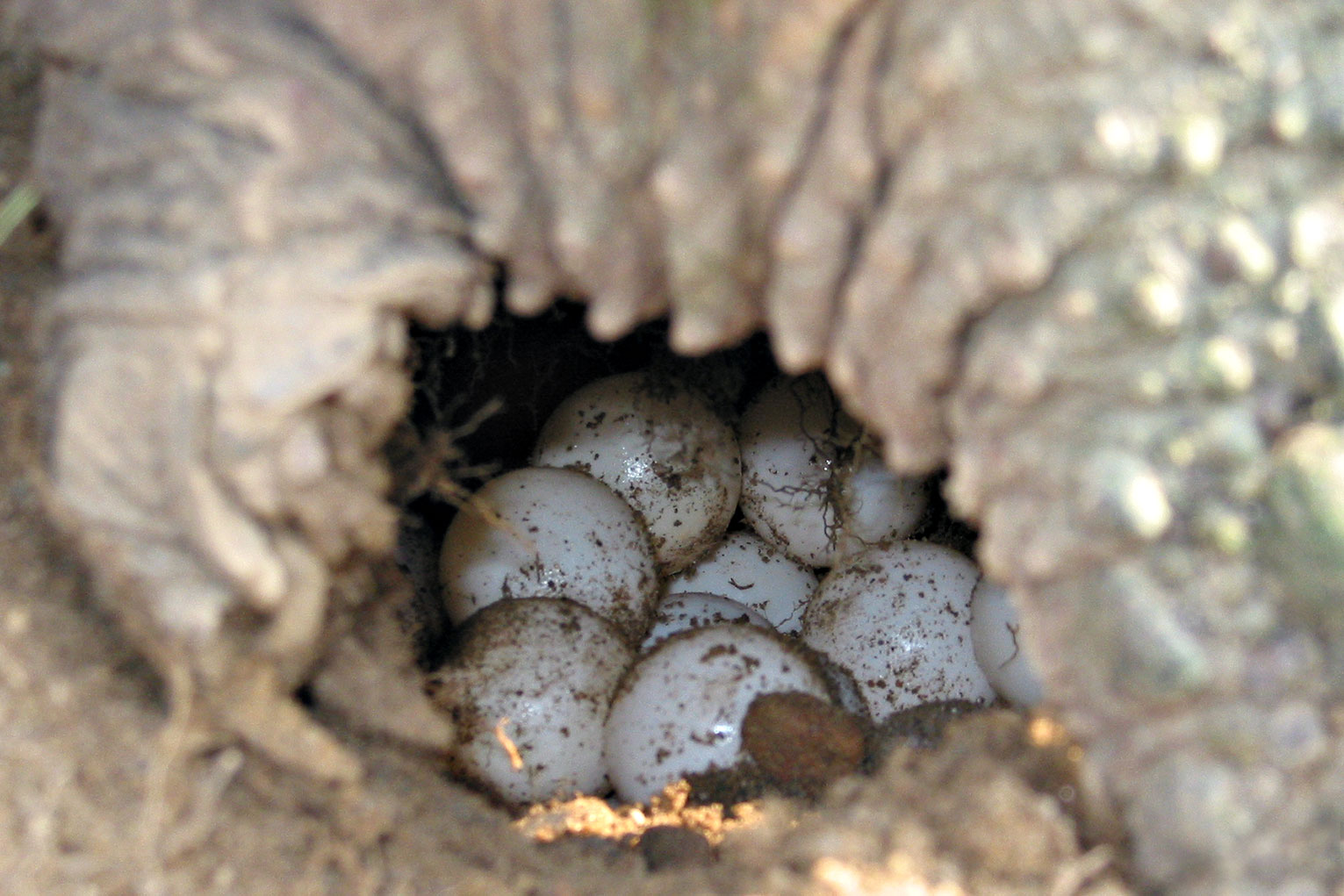
Кладка яєць кайманової черепахи

Навесні відбувається спаровування, а на початку літа самки відкладають 20-25 яєць в ямку глибиною близько 15 см, яку вони самі викопують у ґрунті недалеко від берега. Через 2-3 місяці з яєць виходять черепашки довжиною 3 см. Вони дуже активні і вже здатні кусатися, ледь з'явившись з яйця.